# زانثوسين ثلاثي الفسفات
الزانثوسين ثلاثي الفسفات (بالإنجليزية: Xanthosine 5'-triphosphate أو اختصارا (XTP))‏ هو نيوكليوتيد لا ينتج بوساطة الخلية ولا توجد له وظيفة معروفة أو محددة داخلها. حيث تقتصر استخداماته على الإجراءات التجريبية على الإنزيمات التي ترتبط بالنيوكليوتيدات الأخرى. نزع الأيمين من القواعد النيتروجينية للبيورينات يؤدي إلى تراكم نيوكليوتيدات كال ITP والdITP والزانثوسين ثلاثي الفسفات، والزانثوسين ثلاثي الفسفات منقوص الأكسجين.